# Mães Paralelas
Madres Paralelas (bra/prt: Mães Paralelas) é um filme espanhol de 2021, do gênero drama, escrito e dirigido por Pedro Almodóvar. É estrelado por Penélope Cruz e Milena Smit. e apresenta Aitana Sánchez-Gijón, Israel Elejalde, Julieta Serrano e Rossy de Palma em papeis coadjuvantes.
Teve sua estreia no 78º Festival Internacional de Cinema de Veneza em 1 de setembro de 2021, onde Penélope Cruz foi premiada com a Coppa Volpi de melhor atriz. Foi lançado nos cinemas na Espanha em 8 de outubro de 2021 pela Sony Pictures Releasing International. Também foi exibido no Festival de Cinema de Nova Iorque no mesmo dia.

## Elenco
- Penélope Cruz como Janis Martinez
- Aitana Sánchez-Gijón como Teresa
- Milena Smit como Ana Manso
- Israel Elejalde como Arturo
- Julieta Serrano como Brígida
- Rossy de Palma como Elena
- Pedro Casablanc como o pai de Ana
- Adelfa Calvo como sobrinha de Brígida

## Recepção da crítica
No Rotten Tomatoes, o filme detém um índice de 96% de aprovação com base em 231 críticas, com uma nota média de 8,10/10. O consenso dos críticos do site diz: "Um fórum brilhante para o talento de Penélope Cruz, Madres paralelas reafirma os prazeres familiares do cinema de Almodóvar enquanto prova que ele ainda é capaz de crescer". No Metacritic, o filme tem uma pontuação média ponderada de 88 em 100, com base em 46 avaliações, indicando "aclamação universal".